# Chevenoz
Chevenoz é uma comuna francesa na região administrativa de Auvérnia-Ródano-Alpes, no departamento da Alta Saboia. Estende-se por uma área de 10.54 km². Em 2010 a comuna tinha 646 habitantes (densidade: 61,3 hab./km²).